# Мин Фаршоу
Елминдреда Фаршоу, позната повече като Мин, е една от главните героини във фентъзи-поредицата „Колелото на времето“ от Робърт Джордан.
 Внимание:  Текстът по-долу разкрива сюжета на произведението (или части от него)!

## Описание
Слаба, стройна, малко по-висока от Моарейн (за която Джордан казва, че е около 157 см) и има къса коса и големи тъмни очи.

## Произход
Мин израства в Бейрлон в Андор под опеката на баща, който не обуздава момчешката палавост в нея и, след като той умира, от тройка лели, които не успяват да направят истинска жена от нея. Личността иˢ е ограничена от името иˢ: „Елминдреда“ е героиня от книга, която ласкае и въздиша по мъжете и поради това Мин предпочита умалителната версия на името си.

## Видения
Тя среща Ранд ал-Тор в Бейрлон, горе-долу по същото време, когато Нинив ал-Мийра първо
настига групата, а после е хваната от групата, и успява из основи да изкара Ранд от равновесие: тя не само е много привлекателна жена, която носи къса коса като момче и мъжки дрехи, но има и пророчески видения. Мин има моментни видения, които тя нарича „viewings“(видения) – например, всеки път, когато тя види Ранд, Матрим Каутон или Перин Айбара, тя ги вижда заобиколени от огромна непрогледна тъмнина и безброй хиляди светулки излизат и влизат обратно в нея, опитвайки се да запълнят празнотата. Когато двама или повече от тях стоят близко един до друг, светулките стават по-силни. Символизмът на това видение е относително очевиден, но повечето от тях са трудни за разшифроване:
- Защо Мат извиква знаме с червен орел? – Това е изпълнено когато Мат сформира Бандата на Червената ръка – Армия от войници които са му лоялни и вярват че докато е с тях, късмета му им помага да не губят битки. Знамето им е червен орел – по аналогия с древната банда от Манедерен.
- Защо Перин има и ястреб, и сокол, спускащи се върху рамото му? – Това се изпълнява когато Перин среща ловкинята на Рога – Зарийн Башийр, наричаща себе си Файле и Берелайн, Първата на Майен, и двете се дърпат помежду си за вниманието му, макар то да принадлежи изцяло на Файле.
- Защо Ранд излива вода върху пясък? – Това се изпълнява когато Ранд отново пълни изсъхналите фонтани в Руйдийн с вода с помощта на Силата.
- Чий тежък златен пръстен плува над ръката на Нинив? – Това се изпълнява когато Лан подарява пръстена си на Нинив.
- Защо един бял пламък е свързан с Егвийн? – Това се изпълнява когато Егвийн става Амирлин
- Защо вижда около Ранд светли точки, които са погълнати от мрак? – Това се изпълнява, когато той е пленен от Червената Аджа.

Независимо дали знае значението им или не, обаче, те винаги се сбъдват... А те са много. (Трябва да се отбележи, че всички тези видения са обяснени до края на „Господарят на хаоса“, но има други, чиито значения все още са неясни.)
Виденията са винаги по-интензивни около тези, които могат да преливат или са свързани с преливащи. Но способността на Мин сама по себе си няма нищо общо с единствената сила. Айез Седай са изследвали тази теория много подробно, което допринася за неприязънта на Мин към организацията. Трябва да се отбележи също така, че според автора на поредицата Робърт Джордан виденията на Мин винаги се отнасят за бъдещето. Като се вземе това предвид, видения като това на Лан Мандрагоран (със „седем разрушени кули около главата си и бебе в люлка, държащо меч...“), които на пръв поглед изглеждат свързани с миналото, стават много по-неясни.